# Provincia di Balkan
La provincia di Balkan (in turkmeno: Balkan welaýaty) è una provincia (welayat) del Turkmenistan; ha come capoluogo Balkanabat. È situata nella parte occidentale del paese, ai confini con l'Uzbekistan, il Kazakistan e l'Iran, confina inoltre con il mar Caspio; possiede la minore densità abitativa del paese.
La provincia ospita importanti riserve energetiche tra le quali vanno citate la quasi totalità (94%) del gas naturale turkmeno e il petrolio (12%); un altro importante settore è la produzione di energia elettrica. Per contro, come conseguenza della scarsa disponibilità idrica della zona, l'importanza dell'agricoltura nell'area è trascurabile: la percentuale di terreno coltivabile, infatti, è molto modesta.
È in costruzione la città di Avaza lungo le rive del mar Caspio.

## Distretti
- Distretto di Bereket
- Distretto di Esenguly
- Distretto di Etrek
- Distretto di Magtymguly
- Distretto di Serdar
- Distretto di Türkmenbaşy